# Trichiurus nanhaiensis
Trichiurus nanhaiensis är en fiskart som beskrevs av Wang och Xu 1992. Trichiurus nanhaiensis ingår i släktet Trichiurus och familjen Trichiuridae. Inga underarter finns listade i Catalogue of Life.